# Språkförbund
Språkförbund eller sprachbund är ett språkvetenskapligt begrepp som syftar på grupper av språk som utvecklat likheter med varandra eftersom talarna levt nära varandra. Ofta är talarna flerspråkiga. Begreppet avser en annan typ av mellanspråklig relation än den mellan språken i en språkfamilj.
Språkens släktskap har studerats länge. Tanken om ett eller flera urspråk har förekommit sedan antiken, till följd av de påtagliga likheterna mellan ordförråden hos klassisk grekiska och latin. Följaktligen sågs språken som genetiskt besläktade.
Emellertid noterade man tidigt att samexisterande språk kan uppvisa grammatiska och semantiska likheter, trots skilda ursprung. Dessa gemensamma drag förekommer inte nödvändigtvis i släktspråk utanför språkförbundet. Exempel på språkförbund finns på Balkan, bland amerikanska ursprungsspråk och australiska språk.
Ett annat exempel på språkförbund finns på den indiska subkontinenten, där språk från olika språkfamiljer uppvisar likheter. Dessa kan omöjligen komma från ett gemensamt urspråk, utan  istället ha utvecklats till följd av långvariga, nära förbindelser och konvergens.